# Jon Pertwee
John Devon Roland "Jon" Pertwee, född 7 juli 1919 i Chelsea i London, död 20 maj 1996 i Sherman i Connecticut, var en brittisk skådespelare och komiker. Han är mest känd som den tredje inkarnationen av doktorn i BBC-serien Doctor Who, åren 1970–1974.